# Sollevamento pesi ai Giochi della IX Olimpiade - Pesi massimi-leggeri
La competizione della categoria pesi massimi-leggeri (fino a 82,5 kg.) di sollevamento pesi ai Giochi della IX Olimpiade si tenne i giorni 28 e 29 luglio 1928 al Krachtsportgebouw di Amsterdam.

## Regolamento
La classifica era ottenuta con la somma delle migliori alzate delle seguenti 3 prove:
- Distensione lenta
- Strappo
- Slancio

Su ogni prova ogni concorrente aveva diritto a tre alzate.

## Risultati
| Pos.    | Atleta              | Nazione        | Totale | Distensione lenta | Distensione lenta | Distensione lenta | Strappo | Strappo | Strappo | Slancio | Slancio | Slancio |
| Pos.    | Atleta              | Nazione        | Totale | 1                 | 2                 | 3                 | 1       | 2       | 3       | 1       | 2       | 3       |
| ------- | ------------------- | -------------- | ------ | ----------------- | ----------------- | ----------------- | ------- | ------- | ------- | ------- | ------- | ------- |
| Oro     | El-Sayed Nosseir    | Egitto         | 355,0  | 92,5              | 97,5              | 100,0             | 102,5   | 107,5   | 112,5   | 140,0   | 140,0   | 142,5   |
| Argento | Louis Hostin        | Francia        | 352,5  | 95,0              | 100,0             | 102,5             | 102,5   | 107,5   | 110,0   | 132,5   | 137,5   | 142,5   |
| Bronzo  | Jan Verheijen       | Paesi Bassi    | 337,5  | 90,0              | 95,0              | 95,0              | 105,0   | 110,0   | 110,0   | 132,5   | 137,5   | 142,5   |
| 4       | Václav Pšenička     | Cecoslovacchia | 335,0  | 100,0             | 105,0             | 105,0             | 100,0   | 105,0   | 110,0   | 130,0   | 135,0   | 135,0   |
| 4       | Jakob Vogt          | Germania       | 335,0  | 100,0             | 102,5             | 105,0             | 100,0   | 105,0   | 105,0   | 130,0   | 135,0   | 135,0   |
| 6       | Karl Freiberger     | Austria        | 322,5  | 85,0              | 90,0              | 95,0              | 90,0    | 95,0    | 100,0   | 125,0   | 132,5   | 132,5   |
| 7       | Pierre Vibert       | Francia        | 315,0  | 95,0              | 95,0              | 100,0             | 95,0    | 100,0   | 100,0   | 125,0   | 130,0   | 130,0   |
| 7       | Karl Bierwirth      | Germania       | 315,0  | 90,0              | 95,0              | 100,0             | 95,0    | 105,0   | 110,0   | 120,0   | 125,0   | -       |
| 7       | Josef Zeman         | Austria        | 315,0  | 75,0              | 80,0              | 80,0              | 95,0    | 102,5   | 105,0   | 130,0   | 135,0   | 140,0   |
| 10      | Otto Garnus         | Svizzera       | 307,5  | 82,5              | 87,5              | 87,5              | 90,0    | 95,0    | 100,0   | 125,0   | 130,0   | 132,5   |
| 11      | Olaf Luiga          | Estonia        | 305,0  | 80,0              | 85,0              | 85,0              | 90,0    | 95,0    | 100,0   | 130,0   | 135,0   | 135,0   |
| 12      | Willem Tholen       | Paesi Bassi    | 297,5  | 80,0              | 85,0              | 87,5              | 90,0    | 95,0    | 95,0    | 115,0   | 120,0   | 125,0   |
| 13      | Jules Van Der Goten | Belgio         | 292,5  | 72,5              | 77,5              | 80,0              | 85,0    | 90,0    | 92,5    | 110,0   | 120,0   | 125,0   |
| 14      | Nic Scheitler       | Lussemburgo    | 275,0  | 80,0              | 85,0              | 90,0              | 80,0    | 85,0    | 92,5    | 105,0   | 110,0   | -       |
| 15      | Edmond Donzé        | Svizzera       | 257,5  | 75,0              | 80,0              | 80,0              | 77,5    | 82,5    | 85,0    | 100,0   | 100,0   | 105,0   |